# Sebastian Nerz
Sebastian Matthias Nerz (Reutlingen, 13 luglio 1983) è un politico e bioinformatico tedesco, presidente del Partito Pirata da maggio 2011 ad aprile 2012.

## Biografia
Nerz, figlio del fisico Rolf-Dieter e di Christiane Uta Nerz, nata Fiedler, terminò gli studi presso la Geschwister-Scholl-Schule nel 2002 e iniziò gli studi di bioinformatica presso l'Università di Tubinga nel 2003 dopo aver terminato il servizio civile. Nel 2001 divenne membro dell'Unione Cristiano Democratica (CDU) a Tubinga, che abbandonò nel 2009.
Nel giugno 2009, prima delle elezioni federali, entrò nel Partito Pirata, divenendo membro del  board e coordinatore per le politiche regionali  Baden-Württemberg. Dall'aprile 2010 a maggio 2011 fu a capo della sezione regionale del partito. Nel 2010, si laureò con un diploma in bioinformatica e fu eletto a capo del partito nel maggio 2011.. Dopo Nerz, Bernd Schlömer divenne presidente del Piratenpartei il 28 aprile 2012.
Nerz ha lasciato il partito nel febbraio 2014.